# Юзеф Пельчар
Юзеф Себастьян Пельчар (пол. Józef Sebastian Pelczar; 17 січня 1842, Корчина — 7 березня 1924, Перемишль) — польський теолог, професор та ректор Ягеллонського університету, єпископ-ординарій Перемишльський (1890—1924), єпископ-помічник Перемишльський (1899–1900), єпископ Перемишльський (1899), святий римсько-католицької церкви, автор численних релігійних праць, засновник жіночого чернечого згромадження «Сестри Служниці Пресвятого серця Ісуса» (1894).

## Життєпис
Юзеф Пельчар народився 17 січня 1842 року в селі Корчина біля Коросна (нині — ґміна Корчина, Коросненський повіт, Підкарпатське воєводство, Польща).
З 1848 року навчався в парафіяльній школі в Коросні, з 1850 року в початковій школі. Після закінчення шостого класу середньої школи вступив до гімназії в Ряшеві. 1860 року вступив до Перемишльської вищої духовної семінарії.

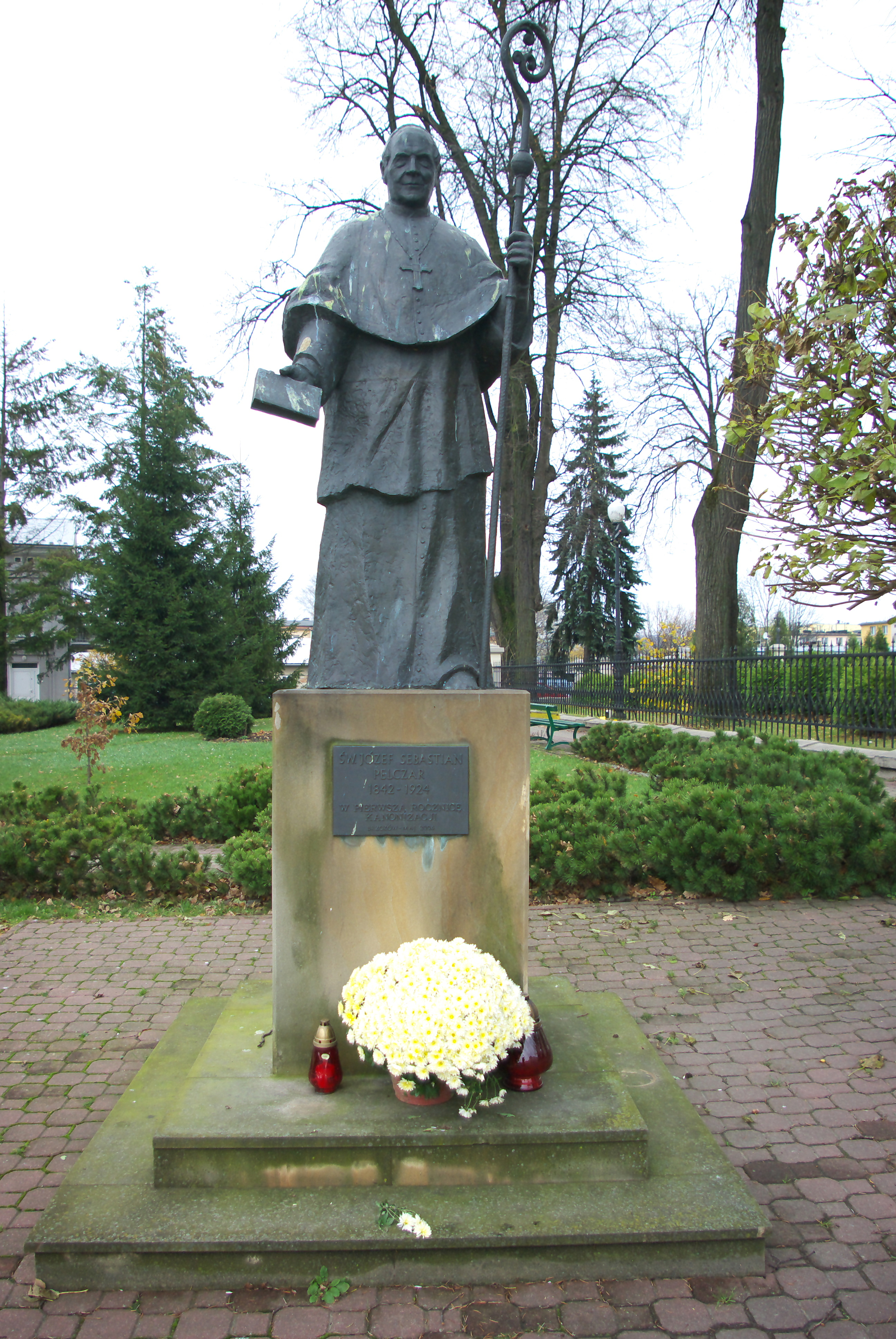
Пам'ятник Юзефові Себастьянові Пельчару в м. Березів

17 липня 1864 року висвячений на священника в Перемишльській латинській катедрі єпископом-ординарієм Антонієм Монастирським. Після висвячення півтори року працював вікарієм парафії святого Йоана Хрестителя в Самборі на Львівщині.

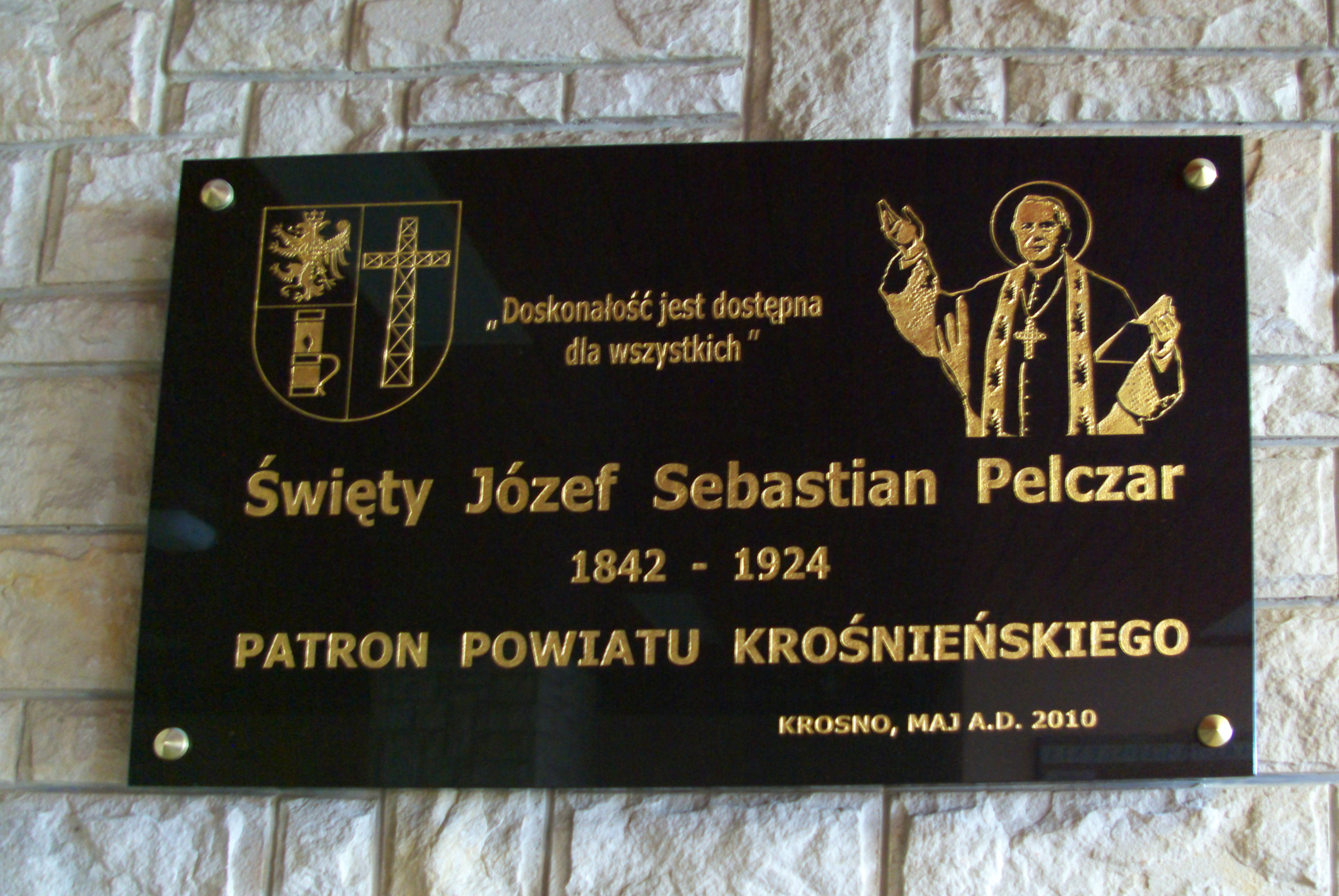

З 1866 по 1868 рік навчався у Римі в Папському Григоріанському університеті та Інституті святого Аполінарія (сьогодні — Папський Латеранський університет), де і отримав докторат з теології.
У 1868 році, прослуживши недовго вікарієм в парафії св. Катерини у Воютичах на Львівщині, став префектом Перемишльської семінарії, очоливши там згодом відразу дві кафедри. Викладав пасторальну теологію і канонічне право. 19 березня 1877 року був призначений професором історії Церкви і канонічного права Ягелонського університету в Кракові, де пропрацював 22 роки. У 1882–1883 роках його навіть обирали ректором університету.
Юзеф Пельчар брав активну участь в роботі благодійної організації «Товариство святого Вінцентія де Поля», яке в той час організовувало в Польщі бібліотеки, видання безкоштовних книг. У 1891–1899 роках був заступником голови Наглядової ради «Товариства св. Вінцентія де Поля». У 1891 році Юзеф Пельчар організував братство, присвячене Пресвятій Діві Марії, Королеві Польщі. Це братство займалося опікунством над сиротами, матеріально допомагало бідним і нужденним. У 1894 році заснував згромадження «Сестер Служебниць Пресвятого Серця Ісуса».
У 1899 році висвячений в єпископа, ставши ординарієм дієцезії міста Перемишля. 19 березня 1899 року отримав єпископські свячення з рук Перемишльського єпископа-ординарія Лукаша Солецького. Після смерті дієцезіального єпископа 17 грудня 1900 року, Юзеф Пельчар призначений на його місце. 13 січня 1901 року відбулась його інтронізація.
Юзеф Пельчар був співконсекратором двох львівських латинських єпископів: архієпископа Юзефа Більчевського (1901) та єпископа-помічника Владислава Бандурського (1906).
Будучи єпископом, активно будував нові храми в своєму дієцезії, відкривав школи, притулки для сиріт і безпритульних, боровся з алкоголізмом серед віруючих. Йосип Себастьян Пельчар помер у ніч з 27 на 28 березня 1924 року внаслідок запалення легенів, похований на четвертий день після смерті в підземеллі костелу Пресвятого Серця Ісуса в Перемишлі.

## Прославлення
2 червня 1991 року Юзеф Себастьян Пельчар зарахований до лику блаженних Папою Римським Іваном Павлом II, ним також 18 травня 2003 року в Римі був канонізований. Мощі святого перебувають у кафедральному соборі св. Йоана Хрестителя в Перемишлі. День пам'яті в католицькій церкві 1–9 січня.

## Публікації
- Духовне життя або християнська досконалість. Том 1 (1886)
- Духовне життя або християнська досконалість. Том 2 (1886)
- Конференції апологетичні про причини невіри в наш час і необхідності тлумачити релігії в 1884 році в Кракові. Друге видання перероблене і множаться (1890)
- Нарис історії проповіді в католицькій церкві. Том 1. Проповідники Грецький на IX. століття, латинське XVI. Century (1896)
- Нарис історії проповіді в католицькій церкві. Том 2. Польський Проповідники (1896)
- Масонство. Його походження, організація, етикет, правила і операції (1905)
- Пій IX і його понтифікат на тлі історії церкви в дев'ятнадцятому столітті. Том 1 (1907)
- Пій IX і його понтифікат на тлі історії церкви в дев'ятнадцятому столітті. Том 2 (1908)
- Пій IX і його понтифікат на тлі історії церкви в дев'ятнадцятому столітті. Том 3 (1908)
- Масонство. Його сутність, принципи, прагнення, початок, розвиток, організація і функціонування церемонії. Згідно з деякими джерелами, як правило, масонським (1914)

## Нагороди
- Нагороджений Командорським Хрестом з зіркою Ордена Відродження Польщі[2][3].